# Can't Nobody Hold Me Down
Can't Nobody Hold Me Down is een nummer van de Amerikaanse rappers Puff Daddy en Ma$e uit 1997. Het is de derde single van hun negende studioalbum Ultra.
De rapplaat gaat over het bereiken van je doelen, ondanks weerstand van anderen. Het refrein is gebaseerd op Break My Stride van Matthew Wilder, ook is er een sample aanwezig uit The Message van Grandmaster Flash and the Furious Five. "Can't Nobody Hold Me Down" werd vooral in Noord-Amerika een grote hit, met een nummer 1-positie in de Amerikaanse Billboard Hot 100. In Nederland had het nummer minder succes met een 8e positie in de Tipparade.